# Llista de Béns Culturals d'Interès Nacional del Ripollès
Llista de Béns Culturals d'Interès Nacional del Ripollès inscrits en el Registre de Béns Culturals d'Interès Nacional (BCIN) del Departament de Cultura de la Generalitat de Catalunya per a la comarca del Ripollès. Inclou els béns immobles més rellevants del patrimoni cultural que tenen la categoria de protecció de major rang com a unitat singular, conjunt, espai o zona amb valors culturals, històrics o tècnics.
L'any 2017, el Ripollès comptava amb 46 béns culturals d'interès nacional classificats en 43 monuments històrics, 2 conjunts històrics i 1 zona arqueològica. A continuació es mostren les últimes dades disponibles ordenades per municipis.

## Patrimoni arquitectònic
| Monument                                                        | Protecció    | Estil/època                                         | Localització                                                                            | Coordenades                                            | Codi?         | Imatge |
| --------------------------------------------------------------- | ------------ | --------------------------------------------------- | --------------------------------------------------------------------------------------- | ------------------------------------------------------ | ------------- | --- |
| Mas dit el Castell                                              | BCIN 602-MH  | Obra popular XVII                                   | Campdevànol                                                                             | 42° 13′ 23″ N, 2° 10′ 20″ E / 42.223163°N,2.172251°E   | RI-51-0005835 | Carregueu una nova foto d'aquest monument |
| Grats                                                           | BCIN 603-MH  | XVII-XVIII                                          | Campdevànol                                                                             | 42° 15′ 40″ N, 2° 07′ 26″ E / 42.261°N,2.1240083°E     | IPA-683       | Carregueu una nova foto d'aquest monument |
| Castell de Campelles                                            | BCIN 604-MH  | Obra popular XII                                    | Campelles                                                                               | 42° 17′ 42″ N, 2° 08′ 21″ E / 42.295101°N,2.139141°E   | RI-51-0005836 | El Castell (Campelles) · Vegeu més fotos d'aquest monument · Carregueu una nova foto d'aquest monument                                              |
| Pont Nou                                                        | BCIN 86-MH   | Gòtic XII-XIII, XIV, XVI-XVIII                      | Camprodon                                                                               | 42° 18′ 46″ N, 2° 21′ 53″ E / 42.31285°N,2.3647194°E   | RI-51-0004217 | Pont Nou (Camprodon) · Vegeu més fotos d'aquest monument · Carregueu una nova foto d'aquest monument                                                |
| Església de Sant Cristòfol de Beget                             | BCIN 87-MH   | Romànic XII-XIII                                    | Camprodon Beget                                                                         | 42° 19′ 15″ N, 2° 28′ 48″ E / 42.3209444°N,2.4798944°E | RI-51-0000572 | Església de Sant Cristòfol de Beget (Camprodon) · Vegeu més fotos d'aquest monument · Carregueu una nova foto d'aquest monument                     |
| Monestir de Sant Pere                                           | BCIN 95-MH   | Romànic XII                                         | Camprodon                                                                               | 42° 18′ 52″ N, 2° 22′ 10″ E / 42.314306°N,2.369444°E   | RI-51-0000566 | Monestir de Sant Pere (Camprodon) · Vegeu més fotos d'aquest monument · Carregueu una nova foto d'aquest monument                                   |
| Beget                                                           | BCIN 316-CH  | Obra popular Medieval                               | Camprodon Beget                                                                         | 42° 19′ 14″ N, 2° 28′ 52″ E / 42.32046°N,2.48108°E     | IPA-355       | Beget (Camprodon) · Vegeu més fotos d'aquest monument · Carregueu una nova foto d'aquest monument                                                   |
| Castell de Camprodon, o Castell de Sant Nicolau                 | BCIN 606-MH  | Obra popular XII, XIX                               | Camprodon Puig de les Relíquies                                                         | 42° 18′ 45″ N, 2° 21′ 59″ E / 42.312393°N,2.366389°E   | RI-51-0005838 | Castell de Camprodon · Vegeu més fotos d'aquest monument · Carregueu una nova foto d'aquest monument                                                |
| Castell de Creixenturri                                         | BCIN 607-MH  | Obra popular XII                                    | Camprodon                                                                               | 42° 17′ 52″ N, 2° 22′ 32″ E / 42.2977806°N,2.3755833°E | RI-51-0005839 | Castell de Creixenturri (Camprodon) · Vegeu més fotos d'aquest monument · Carregueu una nova foto d'aquest monument                                 |
| Torre Cavallera                                                 | BCIN 608-MH  | Gòtic XIV                                           | Camprodon                                                                               | 42° 17′ 51″ N, 2° 20′ 56″ E / 42.297389°N,2.348944°E   | RI-51-0005840 | Torre Cavallera (Camprodon) · Vegeu més fotos d'aquest monument · Carregueu una nova foto d'aquest monument                                         |
| Castell de Rocabruna                                            | BCIN 609-MH  | Obra popular X-XV                                   | Camprodon                                                                               | 42° 19′ 46″ N, 2° 27′ 11″ E / 42.329472°N,2.453194°E   | RI-51-0005841 | Castell de Rocabruna (Camprodon) · Vegeu més fotos d'aquest monument · Carregueu una nova foto d'aquest monument                                    |
| Castell de Bestracà                                             | BCIN 610-MH  | Medieval                                            | Camprodon                                                                               | 42° 17′ 39″ N, 2° 30′ 55″ E / 42.2942972°N,2.5154028°E | RI-51-0005842 | Castell de Bestracà (Camprodon) · Vegeu més fotos d'aquest monument · Carregueu una nova foto d'aquest monument                                     |
| El Castellot                                                    | BCIN 803-MH  | Obra popular                                        | Camprodon                                                                               | 42° 17′ 32″ N, 2° 28′ 23″ E / 42.29220°N,2.47296°E     | RI-51-0005843 | Carregueu una nova foto d'aquest monument |
| Castell de Mataplana                                            | BCIN 898-MH  | Romànic XI-XII                                      | Gombrèn                                                                                 | 42° 15′ 44″ N, 2° 03′ 39″ E / 42.262240°N,2.060941°E   | RI-51-0005923 | Castell de Mataplana (Gombrèn) · Vegeu més fotos d'aquest monument · Carregueu una nova foto d'aquest monument                                      |
| Castell de Montgrony                                            | BCIN 899-MH  | Obra popular Medieval                               | Gombrèn Montgrony                                                                       | 42° 15′ 58″ N, 2° 05′ 09″ E / 42.266244°N,2.085717°E   | RI-51-0005924 | Castell de Montgrony (Gombrèn) · Vegeu més fotos d'aquest monument · Carregueu una nova foto d'aquest monument                                      |
| Castell de Blancafort o Castell de les Dames                    | BCIN 900-MH  | Obra popular Medieval                               | Gombrèn                                                                                 | 42° 15′ 11″ N, 2° 05′ 06″ E / 42.2531028°N,2.0850583°E | RI-51-0005925 | Carregueu una nova foto d'aquest monument |
| Casal de Solanllong                                             | BCIN 901-MH  | Romànic, obra popular Medieval                      | Gombrèn                                                                                 | 42° 14′ 19″ N, 2° 03′ 48″ E / 42.2386056°N,2.0633056°E | RI-51-0005926 | Casal de Solanllong (Gombrèn) · Vegeu més fotos d'aquest monument · Carregueu una nova foto d'aquest monument                                       |
| Castell de Palmerola                                            | BCIN 376-MH  | Gòtic XV, XX                                        | Les Llosses Palmerola                                                                   | 42° 09′ 21″ N, 2° 02′ 04″ E / 42.1559194°N,2.034306°E  | RI-51-0006000 | Castell de Palmerola (les Llosses) · Vegeu més fotos d'aquest monument · Carregueu una nova foto d'aquest monument                                  |
| Castell de la Guàrdia                                           | BCIN 1837-MH | Medieval                                            | Les Llosses                                                                             | 42° 08′ 15″ N, 2° 07′ 23″ E / 42.1375917°N,2.1229222°E | RI-51-0005945 | Carregueu una nova foto d'aquest monument |
| Roca de Baborers, o Castell de Baborers, la Talaia              | BCIN 1838-MH | Medieval                                            | Les Llosses                                                                             | 42° 09′ 57″ N, 2° 08′ 36″ E / 42.1659111°N,2.1434694°E | RI-51-0005946 | Carregueu una nova foto d'aquest monument |
| Casal de Portavella                                             | BCIN 1839-MH | Obra popular XVI-XVII                               | Les Llosses Sant Martí de Vinyoles                                                      | 42° 08′ 12″ N, 2° 08′ 13″ E / 42.1366278°N,2.1369944°E | RI-51-0005947 | Casal de Portavella (les Llosses) · Vegeu més fotos d'aquest monument · Carregueu una nova foto d'aquest monument                                   |
| Església de Santa Cecília                                       | BCIN 155-MH  | Romànic XI, XII                                     | Molló C. Església, 9                                                                    | 42° 20′ 55″ N, 2° 24′ 18″ E / 42.3487333°N,2.4051278°E | RI-51-0004370 | Església de Santa Cecília (Molló) · Vegeu més fotos d'aquest monument · Carregueu una nova foto d'aquest monument                                   |
| Castell de Pena                                                 | BCIN 1122-MH |                                                     | Ogassa i Ribes de Freser                                                                | 42° 15′ 55″ N, 2° 12′ 26″ E / 42.2653417°N,2.2073139°E | RI-51-0005968 | Carregueu una nova foto d'aquest monument |
| Castell de Pardines                                             | BCIN 1202-MH | XIII-XVI                                            | Pardines                                                                                | 42° 18′ 46″ N, 2° 12′ 53″ E / 42.31264°N,2.2148°E      | RI-51-0006010 | Carregueu una nova foto d'aquest monument |
| Església fortificada, Església de Sant Esteve                   | BCIN 1203-MH | Romànic, obra popular XII, XIII, XVIII              | Pardines                                                                                | 42° 18′ 44″ N, 2° 12′ 50″ E / 42.3121972°N,2.213875°E  | RI-51-0006011 | Església fortificada (Pardines) · Vegeu més fotos d'aquest monument · Carregueu una nova foto d'aquest monument                                     |
| Castell de Ribes de Freser o Castell de Sant Pere               | BCIN 1361-MH | Obra popular X, XIV-XV, XVII                        | Ribes de Freser                                                                         | 42° 18′ 35″ N, 2° 10′ 18″ E / 42.3098556°N,2.1717694°E | RI-51-0006046 | Castell de Ribes (Ribes de Freser) · Vegeu més fotos d'aquest monument · Carregueu una nova foto d'aquest monument                                  |
| Castell de Segura                                               | BCIN 1362-MH | Obra popular Medieval                               | Ribes de Freser                                                                         | 42° 18′ 41″ N, 2° 10′ 07″ E / 42.311425°N,2.168556°E   | RI-51-0006047 | Carregueu una nova foto d'aquest monument |
| Monestir de Santa Maria de Ripoll                               | BCIN 182-MH  | Romànic, historicisme XI, XII, XIX                  | Ripoll Pl. de l'Abat Oliba                                                              | 42° 12′ 05″ N, 2° 11′ 26″ E / 42.201389°N,2.190556°E   | RI-51-0000567 | Monestir de Santa Maria de Ripoll · Vegeu més fotos d'aquest monument · Carregueu una nova foto d'aquest monument                                   |
| El Catllar, o Santa Maria del Catllar                           | BCIN 1367-MH | Medieval                                            | Ripoll Cim del Catllar                                                                  | 42° 11′ 31″ N, 2° 10′ 21″ E / 42.1919167°N,2.1724111°E | RI-51-0006049 | El Catllar (Ripoll) · Vegeu més fotos d'aquest monument · Carregueu una nova foto d'aquest monument                                                 |
| Castell de Llaés                                                | BCIN 1368-MH | Obra popular Medieval                               | Ripoll Llaés                                                                            | 42° 09′ 16″ N, 2° 14′ 52″ E / 42.1545611°N,2.2477472°E | RI-51-0006050 | Castell de Llaés (Ripoll) · Vegeu més fotos d'aquest monument · Carregueu una nova foto d'aquest monument                                           |
| Masia Castellpalom                                              | BCIN 1369-MH | Obra popular Medieval, XIX-XX                       | Ripoll Llaés                                                                            | 42° 10′ 31″ N, 2° 14′ 50″ E / 42.1751917°N,2.2471778°E | RI-51-0006051 | Carregueu una nova foto d'aquest monument |
| Muralles de Ripoll                                              | BCIN 4294-MH | XIV-XVIII                                           | Ripoll Riu Freser - c. Verdaguer - c. Trinitat - c. Pirineus - c. Nord - raval St. Pere | 42° 11′ 55″ N, 2° 11′ 26″ E / 42.1985264°N,2.1905648°E | IPA-36575     | Muralles de Ripoll · Vegeu més fotos d'aquest monument · Carregueu una nova foto d'aquest monument                                                  |
| Monestir de Sant Joan de les Abadesses                          | BCIN 196-MH  | Romànic, gòtic, barroc, historicisme XII, XV, XVIII | Sant Joan de les Abadesses Pl. de l'Abat Oliba                                          | 42° 13′ 58″ N, 2° 17′ 11″ E / 42.23265°N,2.286336°E    | RI-51-0000565 | Monestir de Sant Joan de les Abadesses · Vegeu més fotos d'aquest monument · Carregueu una nova foto d'aquest monument                              |
| Església de Sant Pol, de Sant Joan i Sant Pau, de Sant Joanipol | BCIN 199-MH  | Romànic, barroc XII, XVIII                          | Sant Joan de les Abadesses Pl. Clavé                                                    | 42° 14′ 03″ N, 2° 17′ 10″ E / 42.2340778°N,2.2861194°E | RI-51-0001659 | Església de Sant Pol (Sant Joan de les Abadesses) · Vegeu més fotos d'aquest monument · Carregueu una nova foto d'aquest monument                   |
| Palau Abacial                                                   | BCIN 390-MH  | Gòtic XIV-XV                                        | Sant Joan de les Abadesses Pl. de l'Abadia                                              | 42° 13′ 57″ N, 2° 17′ 08″ E / 42.23242°N,2.28565°E     | IPA-452       | Palau Abacial (Sant Joan de les Abadesses) · Vegeu més fotos d'aquest monument · Carregueu una nova foto d'aquest monument                          |
| Torre Rodona                                                    | BCIN 1476-MH | Obra popular XIII, XV, XX                           | Sant Joan de les Abadesses Pl. de l'Abadia                                              | 42° 13′ 57″ N, 2° 17′ 13″ E / 42.2324°N,2.2868889°E    | RI-51-0006081 | Torre Rodona (Sant Joan de les Abadesses) · Vegeu més fotos d'aquest monument · Carregueu una nova foto d'aquest monument                           |
| Torre atalaia i capella de Sant Antoni de Pàdua                 | BCIN 1477-MH | Obra popular XVII, XVIII                            | Sant Joan de les Abadesses                                                              | 42° 13′ 41″ N, 2° 17′ 44″ E / 42.2280444°N,2.2954861°E | RI-51-0006082 | Torre atalaia i capella de Sant Antoni (Sant Joan de les Abadesses) · Vegeu més fotos d'aquest monument · Carregueu una nova foto d'aquest monument |
| La Torre                                                        | BCIN 1478-MH | Obra popular XVI                                    | Sant Joan de les Abadesses                                                              | 42° 13′ 55″ N, 2° 16′ 46″ E / 42.2319°N,2.2794611°E    | RI-51-0006083 | La Torre (Sant Joan de les Abadesses) · Vegeu més fotos d'aquest monument · Carregueu una nova foto d'aquest monument                               |
| Dòrria                                                          | BCIN 408-CH  | Obra popular Medieval                               | Toses                                                                                   | 42° 20′ 00″ N, 2° 04′ 03″ E / 42.3332°N,2.06748°E      | RI-53-0000351 | Dòrria (Toses) · Vegeu més fotos d'aquest monument · Carregueu una nova foto d'aquest monument                                                      |
| Castell de Toses                                                | BCIN 1689-MH | Obra popular Medieval                               | Toses                                                                                   | 42° 19′ 23″ N, 2° 00′ 52″ E / 42.322976°N,2.014417°E   | RI-51-0006138 | Vegeu més fotos d'aquest monument · Carregueu una nova foto d'aquest monument                                                                       |
| Castell de Milany                                               | BCIN 1712-MH | Obra popular X-XI, XII-XIII                         | Vallfogona de Ripollès i Vidrà                                                          | 42° 09′ 54″ N, 2° 17′ 23″ E / 42.164949°N,2.289822°E   | RI-51-0006149 | Castell de Milany (Vallfogona de Ripollès i Vidrà) · Vegeu més fotos d'aquest monument · Carregueu una nova foto d'aquest monument                  |
| Castell de Vallfogona o la Sala                                 | BCIN 1713-MH | Obra popular XIV-XV                                 | Vallfogona de Ripollès                                                                  | 42° 11′ 45″ N, 2° 18′ 11″ E / 42.19596°N,2.30297°E     | RI-51-0006150 | Castell de Vallfogona (Vallfogona de Ripollès) · Vegeu més fotos d'aquest monument · Carregueu una nova foto d'aquest monument                      |
| Castell de la Roca de Pelancà                                   | BCIN 1774-MH |                                                     | Vilallonga de Ter                                                                       | 42° 19′ 20″ N, 2° 19′ 58″ E / 42.3222472°N,2.3328611°E | RI-51-0006181 | Castell de la Roca de Pelancà (Vilallonga de Ter) · Vegeu més fotos d'aquest monument · Carregueu una nova foto d'aquest monument                   |
| La Sala o el Castell                                            | BCIN 1775-MH | Romànic, obra popular XII-XIII, XIV-XV              | Vilallonga de Ter                                                                       | 42° 20′ 18″ N, 2° 18′ 07″ E / 42.33846°N,2.30182°E     | RI-51-0006182 | La Sala (Vilallonga de Ter) · Vegeu més fotos d'aquest monument · Carregueu una nova foto d'aquest monument                                         |
| Castell del Catllar                                             | BCIN 1776-MH | Obra popular Medieval                               | Vilallonga de Ter Al turó sobre l'ermita de Santa Maria                                 | 42° 21′ 32″ N, 2° 17′ 32″ E / 42.358781°N,2.292290°E   | RI-51-0006183 | Castell del Catllar (Vilallonga de Ter) · Vegeu més fotos d'aquest monument · Carregueu una nova foto d'aquest monument                             |

## Patrimoni arqueològic
La Via romana del Capsacosta té un recorregut entre Sant Pau de Segúries i la Vall de Bianya. Vegeu la llista de béns culturals d'interès nacional de la Garrotxa.